# Амальрик из Бена
Амальрик из Бена (Амори Шартрский, фр. Amaury de Bène или Amaury de Chartres; лат. Almaricus, Amalricus, Amauricus; середина XII века, Бен близ Шартра — между 1205 и 1207, Париж) — французский философ-мистик и теолог. Преподавал в Парижском университете, имел большое количество учеников, наиболее известен Давид Динанский, и последователей. Последователи получили название от его имени — амальрикане.

## Краткая биография
Родившись в Бене, в Шартрском диоцезе, Амальрик в конце XII в. читал при Парижском университете лекции по философии и богословию. Обвиненный в пантеистическом учении, Амальрик в 1204 г. должен был оправдаться в Риме перед Иннокентием III и по возвращении в Париж отречься от своего учения. Скоро после этого он умер и был предан церковному погребению при монастыре Сен-Мартен-де-Шам.
В Энциклопедии Британника в статье об Амальрике приведено, что его смерть наступила в результате, как говорят, от горя и унижений, которым он подвергался. В 1209 году десять его последователей были сожжены перед воротами Парижа, а тело Амальрика было извлечено из могилы и сожжено, а пепел развеян по ветру.

## Идеи Амальрика
Самому Амальрику с достоверностью можно приписать только следующие три положения: Бог есть все. Каждый христианин должен верить, что он член в теле Христа, и эта вера так же необходима для спасения, как вера в рождение и смерть Искупителя. Пребывающим в любви не вменяется в вину никакой грех.

## Амальрикане

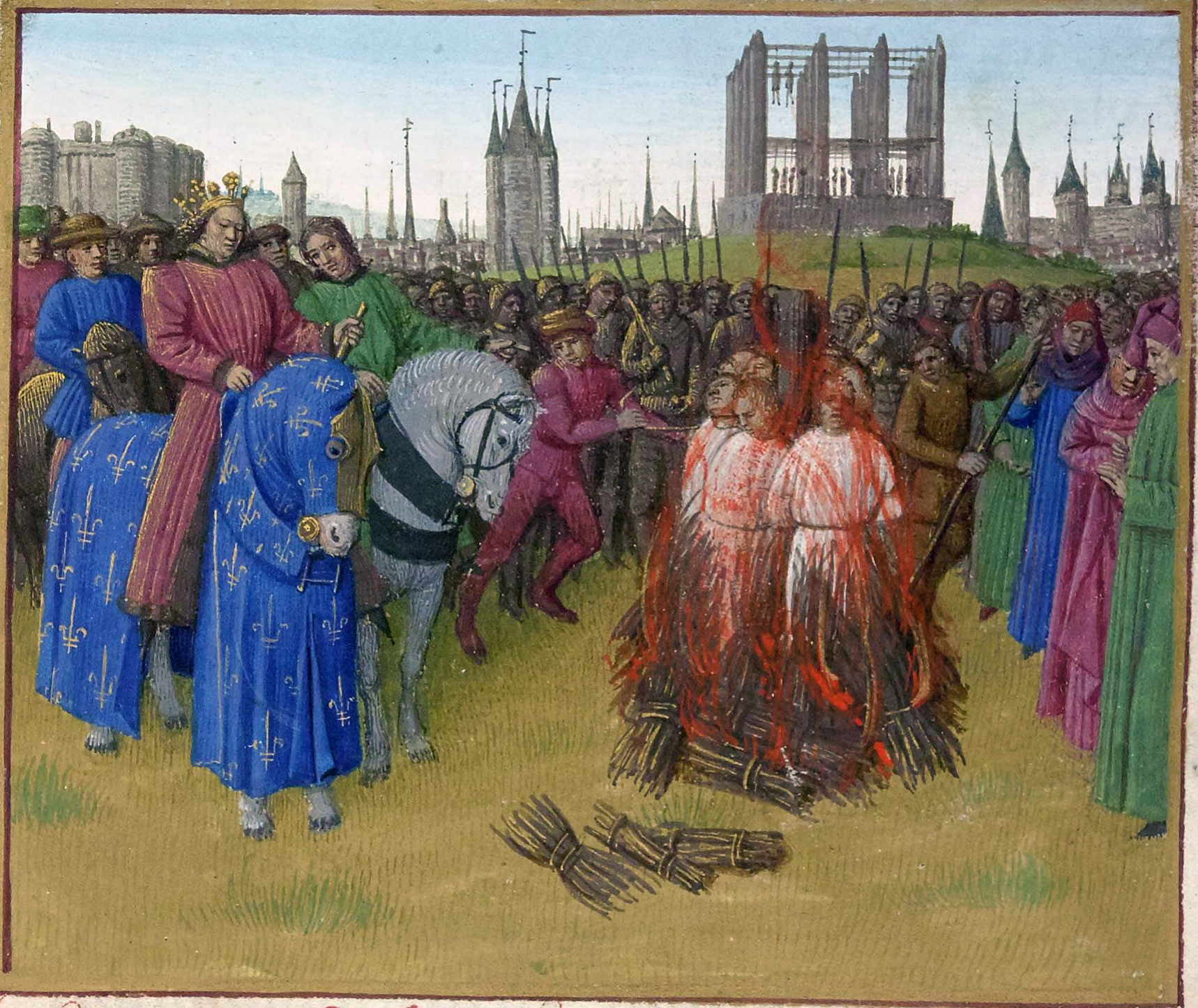
Казнь амальриканцев

Только после его смерти обнаружилось, что он имел многочисленных последователей, получивших название амальрикан или амальриканцев, как между духовными, так и между светскими людьми и не только в самом городе Париже, но и в епархиях Парижа, Лангра, Труа и в архиепископстве Санс. В 1209 г. собор в Париже осудил их учение, велел вырыть прах Амальрика и выбросить его на поле, а из духовных его последователей одни были сожжены, а другие осуждены на пожизненное заключение. Иннокентий III также осудил учение Амальрика на Латеранском соборе 1215 г.
Последователи Амальрика вывели из его идей многие другие заключения. Божество не имеет трех лиц, а Бог в течение времен проявился трижды в лице человека, и таким образом было троякое различное откровение. С Авраамом начинается период Отца, от Иисуса — период Сына, а от Амальрика — период Святого Духа. Как в период Сына потерял своё значение Моисеев закон, так и в период Святого Духа теряет своё значение весь внешний церковный порядок. Божественный дух открывается в сердце отдельного человека, и тот, в ком он пребывает, не может грешить. Это положение послужило предлогом для свободной чувственной любви, которую амальрикане исповедовали вместе с братьями и сестрами Свободного Духа, с которыми они впоследствии соединились.